# Charles Yelverton O'Connor
Pour les articles homonymes, voir Yelverton et O'Connor.
Charles Yelverton O'Connor, né le 11 janvier 1843 et mort le 10 mars 1902, est un ingénieur originaire d'Irlande, connu pour ses travaux en Australie,  pour l'aménagement portuaire du port de Fremantle (en) (1892-1903) et le Pipeline Goldfields (1906) ; et préalablement en Nouvelle-Zélande pour des voies routières et de chemin de fer (1866-1891). 
Il s'est marié en 1873 avec Susan Laetitia Ness, d'origine écossaise, et ils eurent 8 enfants. 
En tant de responsable sous le gouverneur du bon acheminement du courrier dans la province, de l'accès par les bateaux pour les denrées devant être transportée par chemin de fer, « cet ingénieur rigoureux et observateur aussi bien sur le plan technique qu'économique » modifia les plans d'aménagement déjà prévus.
Ses projets portuaires et d'adduction d'eau ayant posé des problèmes dans le monde politique en Australie, aussi bien au niveau national qu'au niveau local, de « projets impossible à faire » ou de « projet trop onéreux », ils furent médiatisés en critiques violentes qui aboutirent à son suicide ; il est reconnu au XXIe siècle pour ses mérites d'aménageur fondamental du pays.

## Sources
- (en) Cet article est partiellement ou en totalité issu de l’article de Wikipédia en anglais intitulé « C. Y. O'Connor » (voir la liste des auteurs).

## Compléments